# Francesco Battaglioli
Francesco Battaglioli, né en 1722 à Modène et mort en 1796 à Venise, est un peintre italien du XVIIIe siècle actif principalement en Émilie-Romagne.

## Biographie
Francesco Battaglioli est connu comme peintre de vedute et Cappriccios des paysages de Venise et de la Vénétie (Brescia et Trévise). Il aurait été un élève de Raffaele Rinaldi. Il a rejoint l'association des peintres Fraglia à Venise entre 1747 et 1751. Il devient un membre de l'Accademia di Belle Arti à Venise en 1772 et succède, en 1778, à Antonio Visentini comme professeur de perspective.
Certaines de ses vedute sont d'Aranjuez en Espagne, où il s'est rendu au Reales Coliseos pour la peinture de paysages qui s'est tenu au Palacio Real de Aranjuez pour le plus grand plaisir de Ferdinand VI. Il a également travaillé avec Farinelli dans la peinture scénique de Pietro Metastasio La Nitteti en 1758. Ses vedute ont été gravées par Francesco Zucchi et ont servi à illustrer Memorie intorno alle pubbliche Fabbriche (1778) de Baldassare Camillo Zamboni.
Il collabora également à plusieurs reprises avec le peintre vénitien Francesco Zugno (1709-1787) où il faisait les éléments d'architecture d'un paysage, tandis que Zugno peignait les petits personnages.

Point de vue architectural Galeries de l'Académie de Venise[1]
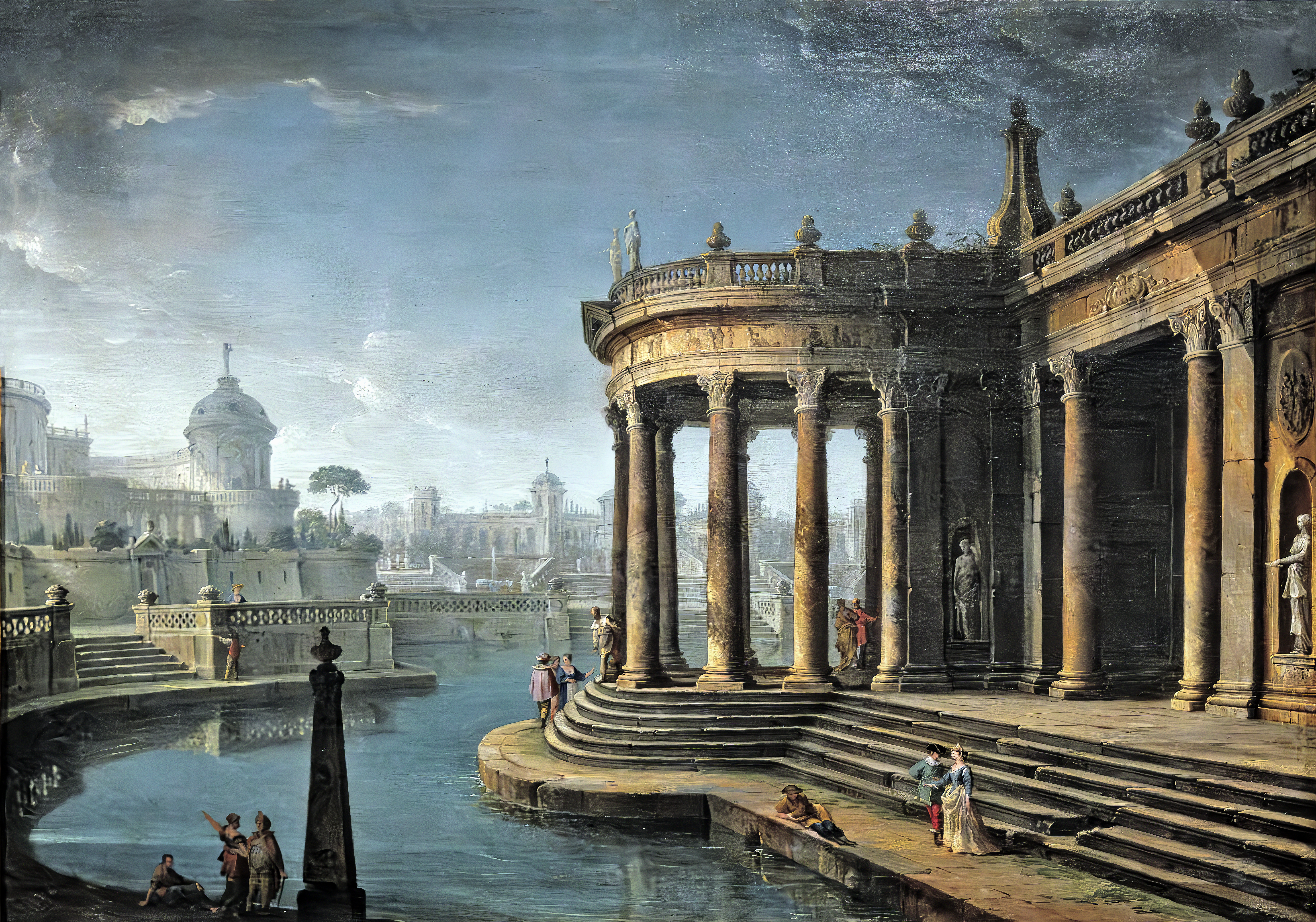
Vue idéale avec lac et architecture classique Pinacothèque Egidio-Martini